# Paulo de Mello Bastos
Paulo de Mello Bastos (São José da Laje, 25 de maio de 1918 — 30 de maio de 2019) foi um ex-dirigente do Sindicato Nacional dos Aeronautas, ex-líder do Comando Geral dos Trabalhadores e um ex-piloto da Varig cuja demissão em 1963 inspirou uma greve geral no país.

## Biografia

### Infância
Paulo de Mello Bastos nasceu no Engenho do Roçadinho, no município São José da Laje, no dia 25 de maio de 1918, filho de Sebastião Marques de Mello Bastos, criador e ex-prefeito do município de Panelas e Honorinha Portela Bastos.

### Educação
Paulo de Mello Bastos estudou no Americano Baptista (Recife), Colégio Diocesano (Maceió), Lyceu Alagoano (Alagoas) e no Quinze de Novembro de Garanhuns (Pernambuco).

### Carreira

#### Força Aérea
Em 1938 esteve entre os matriculados no Curso de Administração para oficiais da Reserva Naval Aérea por decisão do ministro da Marinha.
No dia 6 de abril de 1940 Paulo de Mello recebeu a sua licença de piloto-aviador naval, se formando como primeiro de sua turma. No mesmo ano buscou se voluntariar à Força Aérea Real para lutar contra a Alemanha durante a 2ª Guerra, mas não foi possível devido ao Brasil ainda não ter entrado na guerra naquela época. Em 1941 foi promovido ao poso de 2º Tenente. Em 1942 foi piloto do Correio Aéreo Nacional, voando pela rota do Tocantins entre 13 e 27 de janeiro e entre Rio-Natal entre 24 e 26 de junho. Em março do mesmo ano foi transferido para a Escola de Aeronáutica. Em abril havia sido designado como instrutor da Escola de Aeronáutica.
Em 12 janeiro de 1943 foi promovido ao posto de Primeiro Tenente. Neste período, já durante a Segunda Guerra, participou na criação do Clube da Aeronáutica, um lugar onde os oficiais realizariam discussões políticas, lazer e cultura. Lutou na Europa durante a Segunda Guerra Mundial contra o nazi-fascismo, sendo condecorado por seu serviço. Em 1945 foi promovido ao posto de Capitão-Aviador devido ao tempo em serviço. Em 1946 pediu exoneramento do serviço militar para trabalhar no setor civil. Seu pedido  foi arquivado em 1954.
Nos anos 40 fez parte de uma comitiva que buscou inspirar Getúlio Vargas a se candidatar à presidência em 1950 e que fundasse a Petrobras, empresa cuja criação ele já defendia a alguns anos como membro do lado nacionalista das Forças Armadas. Em 1950 foi promovido ao posto de Major por "princípio de merecimento". No mesmo ano trabalhou na Diretoria de Ensino da Aeronáutica. Em dezembro de 1951 recebeu uma medalha de bronze por contar com mais de dez anos de serviço ativo.
Em fevereiro de 1952 teve seu nome proposto como parte da reeleição da diretoria do Clube Militar. No ano seguinte foi promovido ao posto de Tenente Coronel e transferido para a reserva remunerada.

#### Aviação civil
Em 1954 entrou na Varig. No ano seguinte pediu o habeas-corpus do ex-ministro Epaminondas Gomes dos Santos no Supremo Tribunal Federal, que estava sendo acusado de crime de difamação, alegando que o crime não era de natureza militar, sendo recusado em 6 maio de 1955 por não ter sido a pessoa correta para realizar o pedido. Em 12 novembro do mesmo ano, quando já secretário do Sindicato Nacional dos Pilotos, foi um dos assinantes do manifesto em favor do governo constitucional após o contra-golpe de 11 de novembro realizado pelo Marechal Teixeira Lott contra o governo de Carlos Luz. Em dezembro de 1955 chegou a apresentar sua demissão de sua posição como Presidente do Sindicato de Pilotos, mas foi recusado pela falta do número legal de presentes para análise.
Em 1956 foi membro da comissão que realizou as comemorações do cinquentenário do voo de Alberto Santos Dumont no 14-bis. Em março de 1957 defendeu, junto da categoria de pilotos, a redução de 12 para 10 horas de trabalho diário, como forma de evitar o cansaço. Em maio do mesmo ano foi um dos líderes sindicais que endereçou um ofício ao Ministério da Aeronáutica em defesa da segurança aérea, após ocorrerem treze acidentes no período de 20 dias. No dia 31 de maio foi eleito presidente da junta governativa do Sindicato Nacional dos Aeronautas, que esteve no poder até a eleição da diretoria. Em 1959, já Comandante da Varig, Paulo de Mello Bastos defendeu a criação da Aerobrás.
Em julho de 1961 foi um dos líderes sindicais que saudou o cosmonauta Iuri Gagarin em sua visita ao Brasil. No mesmo ano foi o piloto responsável por trazer ao Brasil o então Vice-Presidente João Goulart dentro do contexto da Campanha da Legalidade, que o levou a assumir um estilo de voo arriscado, e baixa altitude, durante a jornada, devido aos rumores de que membros da Força Aérea Brasileira o abateriam de acordo com a Operação Mosquito. No mesmo período presidiu uma delegação de sindicalistas que visitou a União Soviética. Em 1962 foi um dos líderes do Comando Geral dos Trabalhadores e politicamente apoiava as Reformas de Base, porém não era comunista. Em novembro do mesmo ano representou a classe de pilotos em um inquérito sobre o acidente de um avião da VASP, que colidiu com um avião de turismo, resultando em 26 mortes. Em seu tempo na Varig, também recusou diversas propostas de promoção, que visavam, de acordo com Bastos, controlar sua atuação sindical.

##### Greve Mello Bastos
No dia 21 de maio foi escolhido como vice-presidente do CGT e no dia seguinte foi eleito como secretário do Comando Geral dos Trabalhadores. No dia 25, apesar de possuir imunidade sindical, foi ilegalmente demitido da Varig, algo que preocupou o então presidente João Goulart, que tentou interceder em favor de Paulo de Mello, e o fato de não ter sido readmitido, iniciou uma greve geral com rodoviários, aeronautas, navios petroleiros, entre outros, que ficou conhecida como "greve Mello Bastos", um ato que o jornal "Novos Rumos" considerou inédito dentro do movimento sindical no Brasil até então e que foi noticiado a nível internacional, como no jornal colombiano "El Tiempo" e no costa-riquenho "La Nacion".
Em nota, a Varig relatou que a demissão teria ocorrido devido a "falta grave" do comandante, o que justificaria o fim do contrato e posteriormente declarou que somente o Poder Judiciário poderia decidir sobre o caso. O Comandante Paulo de Mello havia denunciado no dia 12 de maio de 1963, como parte do programa "Sem Retoque" da TV Tupi, o mal uso financeiro na aviação comercial, criticou os resultados da CPI sobre acidentes aéreos e colocou a culpa na Varig pelos acidentes aéreos que aconteceram na época.
Foi por fim readmitido pela Varig, após o apelo do presidente, no dia 7 de junho, mas tendo a suspensão de seu salário e direito de voar até a decisão da Justiça do Trabalho. Sua readmissão foi considerada pelo Pacto de Unidade e Ação, de acordo com o Diário Carioca, representar "a garantia dos direitos de toda a liderança sindical do país". Com a readmissão, o presidente da Varig, Ruben Berta, licenciou-se do cargo. Em julho de 1963 ele recebeu o valor de Cr$ 437,127 de seus salários atrasados, mas recusou a proposta de encerrar seu contrato com a empresa e receber uma indenização de aproximadamente Cr$ 7 milhões, proposta esta que ele considerou ofensiva à sua pessoa. Ele foi impedido pela empresa de reassumir seu posto de Comandante Aviador.
Em junho, durante os eventos da greve, Paulo de Mello foi um dos assinantes do manifesto entregue à João Goulart no qual defendiam, entre outras reivindicações, a "firme disposição dos trabalhadores de lutar ao lado do presidente da República, se preciso fôr, no caso de rompimento com o Fundo Monetário Internacional".

#### Pós greve
Em agosto de 1963 participou de manifestações que visavam pressionar o governo pela criação da Aerobrás. Em setembro foi um dos articuladores após a revolta dos sargentos e em outubro foi um dos dirigentes sindicais que buscaram defender o mandato de João Goulart após o pedido de estado de sítio.
Em janeiro de 1964 Paulo de Mello Bastos falou ao Diário de Pernambuco sobre o que esperava das eventuais eleições presidenciais, com a possibilidade da esquerda lançar Miguel Arraes ou Leonel Brizola. Porém, com as eleições indiretas de 1964, a de 1965 foi cancelada.
Em fevereiro foi arquivado um indiciamento na Lei de Segurança Nacional que envolvia o seu nome ao lado de outros líderes por terem lançado um manifesto antecedendo a greve geral de 15 de outubro de 1962. No mesmo período esteve envolvido na organização de uma frente de sustentação para que o governo conseguisse aprovar as reformas de base. No dia 27 de março de 1964 foi um dos líderes envolvidos na resolução da revolta dos Marinheiros.

##### Golpe de 1964
Nos eventos do 31 de de março de 1964, Paulo de Mello Bastos conseguiu escapar da prisão quando as tropas invadiram o prédio onde estava se reunindo com um grupo de sindicalistas. Com o decorrer do golpe de Estado no Brasil em 1964 foi cassado pelo AI-1, tendo seus direitos políticos suspensos até a data da Lei da Anistia em 28 de agosto de 1979; perdeu sua carta de aviador; apesar de naquele momento possuir cargo de direção sindical, foi demitido da Varig; demitido da FAB no dia 24 de setembro de 1964; e buscou asilo político na Embaixada do Uruguai no dia 12 de abril de 1964. Porém, somente conseguiu partir ao exílio no dia 19 de junho em um avião da Força Aérea Uruguaia, com destino a Montevidéu, após receber seu salvo conduto para sair do país.
Oficialmente foi declarado morto e sua esposa passou a receber pensão de viúva. Já no Uruguai ele buscou se empregar na PLUNA, mas foi barrado devido a pressão do Governo Brasileiro contra os exilados políticos. Em vez disso, trabalhou no comércio de vinhos. Em 1965 foi uma das 83 pessoas que tiveram de devolver a Medalha do Mérito Santos-Dumont por ordem do Presidente Castelo Branco e no mesmo ano foi alvo de um inquérito que o apontava como membro de uma "contrarrevolução" articulada por Leonel Brizola.
Paulo de Mello só veio a receber o salvo-conduto do Itamaraty em 1966 e retornou ao país em outubro de 1967. No mesmo mês em que retornou ao país, foi preso pelo DOPS para interrogatório, sendo solto logo depois. Em 1968 passou a trabalhar no jornal "Correio da Manhã", que havia passado a ser parte da oposição à ditadura militar. No decorrer da década de 1970 trabalhou realizando denúncias internacionais contra os crimes da ditadura militar, enviando documentos para o exterior e também foi um dos articuladores da Lei da Anistia.
A Rede Brasil Atual descreveu que Paulo de Mello jamais aceitou a ditadura implantada em 1964. Por decreto da ditadura, não pôde retornar a ser piloto e trabalhou como motorista de táxi no Rio de Janeiro. Foi anistiado pela Aeronáutica em fevereiro de 1980 e em 1981 tentou retornar ao seu emprego na Varig através da Lei da Anistia. Porém na prática, a Anistia somente havia retornado seus direitos políticos. Antes do fim da ditadura foi um dos organizadores do Centro Brasil Democrático, ligado ao PCB.

#### Retorno ao período democrático
A partir de 1991 passou por dificuldades em conseguir sua aposentadoria de anistiado, algo somente resolvido após liminar da Justiça Federal. Nesse período, durante o governo de Leonel Brizola no Rio de Janeiro, aceitou ser diretor da Fundação Estadual de Educação do Menor, na Escola Santos Dumont, onde buscou retirar os métodos repressivos e dar educação à meninas de órfãs, de rua ou delinquentes.  Em 1998 iniciou sua carreira de escritor, com o seu primeiro livro, "Salvo Conduto", pela editora Garamond, relatando sua carreira como líder sindical e na mesma ocasião recebeu o prêmio "Destaque Aeronauta", do Sindicato Nacional dos Aeronautas. Em agosto de 1999 lançou o livro "Nos bastidores da anistia".
No dia 23 de outubro de 2003 foi lhe restituída a Medalha do Mérito Santos-Dumont. Em março de 2006 Paulo de Mello depôs na Comissão de Anistia e em setembro do mesmo ano publicou o livro "A Caixa-Preta do Golpe de 64". Em julho de 2011 esteve envolvido na homenagem ao centenário do Brigadeiro Francisco Teixeira, que em 1948 lançou a campanha O petróleo é nosso. Em 2014 foi um dos representantes do CGT ainda vivos que assinaram um documento enviado ao Ministério do Trabalho que requereu um levantamento das intervenções em centrais sindicais entre 1946-1988. Em 2018 foi homenageado pelo Grupo Tortura Nunca Mais, recebendo a Medalha Chico Mendes de Resistência.

## Morte
Paulo de Mello Bastos faleceu no dia 30 de maio de 2019, tendo sido cremado no Memorial do Carmo.

## Vida pessoal
Casou-se com a professora Edelena Albernaz de Mello Bastos no dia 23 de janeiro de 1943. Foi pai de João W. Nery, Solange Bastos, Flávia Cavalcanti e Tania de Mello Bastos. Foi primo-irmão de Luiz Portela de Carvalho, prefeito de Palmares. Em sua carreira como aviador acumulou mais de 16 mil horas de voo.

## Obras
- Salvo Conduto 1 ed. [S.l.]: Garamond. 1998. 207 páginas. ISBN 8586435139. OL 142889M
  - Salvo Conduto (PDF) 2 ed. [S.l.]: Família Bastos. 2003. 212 páginas. ISBN 85-89853-02-0. OL 30752756M
- Nos Bastidores da Anistia. [S.l.]: Ferreira Botelho. 1999. 208 páginas
- Tauã, a verdade verdadeira que seu Noberto contou (PDF). [S.l.]: Família Bastos. 2003. 203 páginas. ISBN 85-89853-01-2. OL 30752870M
- A Caixa-Preta do Golpe de 64 (PDF). [S.l.]: Família Bastos. 2006. 320 páginas. ISBN 85-89853-04-7. OL 23206352M
- O Nordeste é um Só (PDF). [S.l.]: Família Bastos. 2010. 244 páginas. ISBN 978-85-89853-06-4. OL 30752402M